# Тяньхе-2
Тяньхе-2 (Китайською 天河 二号, Tiānhé-2, українською Чумацький шлях-2) — суперкомп'ютер, спроектований Оборонний науково-технічний університет НВАК|Оборонним науково-технічним університетом Народно-визвольної армії Китайської Народної Республіки та компанією Inspur. Знаходиться у будівлі Національного суперкомп'ютерного центру в Гуанчжоу. У побудові системи взяли участь близько 1300 інженерів і науковців.
Тяньхе-2 посідав перше місце у рейтингу TOP500 з червня 2013 по листопад 2015 року.. Зі споживанням 17,8 МВт електроенергії посів перше місце ще і в рейтингу енергетичної ефективності (досягається завдяки використанню процесорів Intel Xeon E5-2600 v2 архітектури Ivy Bridge).

## Опис
Тянхе-2 складається з 16 тисяч вузлів, кожен з яких включає в себе 2 процесора Intel Xeon E5-2692 на архітектурі Ivy Bridge з 12 ядер кожен (частота 2,2 ГГц) і 3 спеціалізованих сопроцесора Intel Xeon Phi 31S1P (на архітектурі Intel MIC, по 57 ядер на прискорювач, частота 1,1 ГГц, пасивне охолодження). На кожному вузлі встановлено 64 ГБ (16 модулів) оперативної пам'яті типу DDR3 ECC та додатково по 8 ГБ GDDR5 в кожному Xeon Phi (всього 88 ГБ). У загальній складності, кількість вичислительних ядер досягає 3,12 млн. (384 тис. Плющового мосту і 2736 тис. Xeon Phi), що є найбільшою публічною інсталяцією таких процесорів.
Кожен вузел займає половину материнської плати (Compute blade), 8 плат встановлюються в одну шасі (Compute frame). В стійку з кожної сторони розміщується по 4 шасі, в суперкомп'ютерах використовуються 125 стійок з комп'ютерними вузлами, 13 стійок з мережевим устаткуванням і 24 стійки системи зберігання даних. Продуктивність одного узла досягає 3,432 Тфлопс, з них 0,422 Тфлопс - за рахунок процесорів Ivy Bridge.
Крім компонент Intel, в суперкомпьютері також використовуються китайські розробки: оптоелектрична мережа TH-Express 2 (топологія Fat tree), 16-ядерні процесори Galaxy FT-1500 (4096 штук, архітектура Sparc v9, 40 нм, 1,8 Ггц), модель програмування OpenMC, материнські плати з високою щільністю.
Використовується ОС Kylin Linux. Доступні мови та технології: Fortran, C, C ++, Java, OpenMP, MPI 3.0 (MPICH2 3.0.4, канали GLEX).
Система зберігання даних має об'єм 12,4 ПБ і використовує гібридну файлову систему H2FS.
За оцінками СМИ, створення суперкомп'ютера обходилося в сумі порядку близько 200-300 мільйонів доларів.
Потребление електроенергії суперкомпьютером оцінюється в 17,8 МВт

## Використання
Суперкомп'ютер "Тяньхе-2", розроблений Національним університетом технологій оборони Китаю, зберігає свою позицію як світової системи № 1 з продуктивністю 33,86 петафлоп/с (квадрильйони розрахунків за секунду) на контрольній базі LINPACK benchmarks. Він був побудований Національним університетом оборони України (NUDT) у співпраці з китайською ІТ-фірма Inspur.
За інформацією NUDT, "Тяньхе-2" буде використовуватися для моделювання, аналізу та застосувань державної безпеки. Маючи 16 000 комп'ютерних вузлів, кожен з яких складається з двох процесорів Intel Ivy Bridge Xeon та трьох чипів Xeon Phi, він являє собою найбільшу у світі установку Ivy Bridge та чипів Xeon Phi, що складає 3 120 000 ядер. [3] Кожен з 16 000 вузлів володіє 88 гігабайт пам'яті (64 використовуються процесорами Ivy Bridge та 8 гігабайт для кожного з процесорів Xeon Phi). Загальна пам'ять CPU plus coprocessor складає 1375 TiB (приблизно 1,34 PiB).

## Заплановане оновлення в 2015 году
Університет Сунь Ятсень і округ Гуанчжоу планували подвоїти розміри системи протягом 2015 року (до 110 теоретичних ПФлопс), проте в березні 2015 р. Уряд США відмовив у виконанні Intel надавати експортну ліцензію на центральні процесори та сопроцессори для цього проекту; Також розробники комп'ютера внесені в список обов'язкового розгляду (ліцензування) кожного поставки за експортним законодавством США в зв'язку з підозрою на їх участь у розробці зброї масового знищення (ядерного).
По аналізі Wall Street Journal, подібні дії уряду не тільки побивають по Intel та її продажі, але також прискорять розвиток власних процесорів і технологій Китаю. Наступний китайський суперкомпьютер, представлений влітку 2016 року Sunway TaihuLight, був побудований з використанням процесорів ShenWei SW26010, розроблених в Китаї.
По стану на листопад 2015 року суперкомпьютер заявлений в рейтинг Top500 в конфігурації, що збігається з початковою .

## Критики
Дослідники звинувачували Тяньхе-2 в тому, що його важко використовувати. "Воно знаходиться на межі світу з точки зору розрахункової потужності, але функція суперкомп'ютера все ще відстає від того, що існує в США та Японії", - говорить Чі Сюбін, заступник директора Центру комп'ютерних мереж та інформації. "Деяким користувачам буде потрібно років чи навіть десять років, щоб написати необхідний код", - додав він.
Розташування Тяньхе-2 знаходиться в південному Китаї, де більш теплі погодні умови з більш високою температурою можуть збільшити споживання електроенергії приблизно на 10% у порівнянні з розташуванням у Північному Китаї.